# Gerhard Zech (Boxer)
Gerhard Zech (* 28. Mai 1938 in Berlin; † 12. Mai 2017 in Laufenselden) war ein deutscher Profiboxer im Schwergewicht.

## Biografie
Zech begann 1959 seine Profilaufbahn, ohne zuvor Amateur gewesen zu sein. Der 196 cm große Sportler boxte als Rechtsausleger im Schwergewicht.
1963 wurde er durch einen K.-o.-Sieg gegen den Hamburger Albert Westphal Staatsmeister. Den Titel verteidigte er dreimal, bevor er gegen Jürgen Blin, gegen den er zuvor zweimal unentschieden geboxt hatte, die Meisterschaft wieder verlor.
Zweimal (1965 und 1967) kämpfte Gerhard Zech erfolglos gegen Karl Mildenberger um die Europameisterschaft im Schwergewicht.
Seine Karriere hatte 1960 mit dem Sieg über den italienischen Spitzenboxer Giacomo Bozzano einen ersten Höhepunkt.
Nach 16 Siegen in Folge unterlag Zech 1961 dem jamaikanischen Clubfighter Joe Bygraves durch K. o. Bygraves hatte zwar über 20 Niederlagen auf dem Konto, aber auch einen K.-o.-Sieg über Henry Cooper zu verbuchen.
1965 punktete er Bygraves in einer Revanche aus.
Mit einem Rekord von 27-1-1 unterlag er 1964 Ernie Terrell in New York im Madison Square Garden nach Punkten, im gleichen Jahr ging er gegen den amerikanischen Weltklasseboxer Zora Folley K. o.
Der größte Kampf seines Lebens war der Fight gegen Sonny Liston, den ehemaligen Schwergewichtsweltmeister, den er am 1. Juli 1966 in Stockholm durch K. o. in der 7. Runde verlor.
Nach einer Niederlage gegen den argentinischen Schwergewichtsmeister und ehemaligen Südamerikanischen Meister Gregorio Peralta, der mit dem zweimaligen Schwergewichtsweltmeister George Foreman über die Runden gegangen war, erklärte Gerhard Zech 1971 seinen Rücktritt.
Zech hat als Schauspieler in der TV-Verfilmung von Dürrenmatts Physiker den Oberpfleger Sievers gespielt. Das Fernsehspiel ist 1964 mit Therese Giehse, Gustav Knuth und Wolfgang Kieling gesendet worden. Die DVD ist im Verlag Film101 in München erschienen. Weitere Fernsehauftritte hatte er beispielsweise 1970 in einer Folge der Unterhaltungssendung Haifischbar und 1971
mit Georg Thomalla und Walter Kohut in Tommi und die neue Wohnung.